# Giacomo Terzi
Giacomo o Jacopo Terzi (XIV secolo – Fiorenzuola d'Arda, ottobre 1409) è stato un condottiero e capitano di ventura italiano.

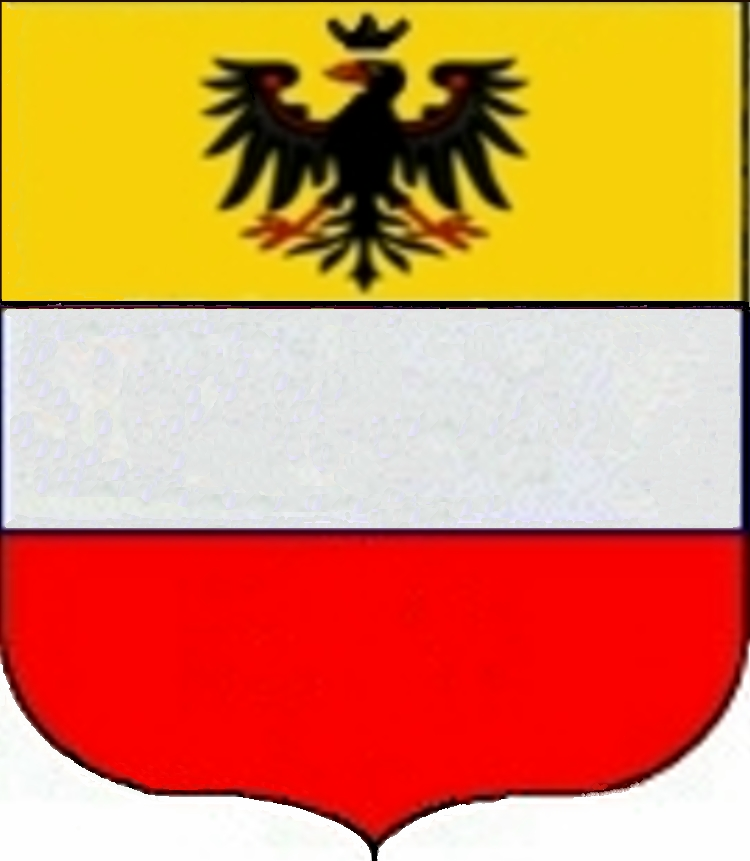
Terzi di Parma, stemma

Appartenente alla nobile famiglia dei Terzi di Parma, fu giureconsulto e uomo d'armi al servizio del Ducato di Milano.

## Biografia
Figlio di Niccolò Terzi il Vecchio, fratello di Ottobuono, zio di Niccolò de' Terzi, il Guerriero, fu conte di Tizzano Val Parma e di Castelnuovo (oggi Castelnuovo Fogliani). Morì nell'ottobre 1409, ucciso sotto le mura di Fiorenzuola d'Arda. Dal figlio Giovan Filippo, che verso il 1430, podestà ad Osimo, assunse il nuovo cognome di Guerrieri, discende la famiglia dei Guerrieri di Fermo.
Laureato in utroque iure (diritto civile e diritto canonico), fu al servizio della corte dei Visconti come stimato giurisperito. Nell'anno 1400 lo si trova Capitano del popolo a Lodi. L'anno seguente ricoprì quella stessa carica a Vicenza.
Giacomo scese spesso in armi accanto al fratello Ottobuono, affiancandolo nelle sue imprese militari. Nel luglio 1402 entrambi erano schierati con Alberico da Barbiano contro i fiorentini. Nel medesimo anno fu investito dei feudi di Colorno, Montecchio Emilia, Brescello, Boretto, Gualtieri, tolti ai da Correggio.
Il 20 ottobre 1402 presenziò, nel duomo di Milano, alla celebrazione dei solenni funerali di Gian Galeazzo Visconti.
Nel luglio 1403, la duchessa Caterina Visconti nominò Giacomo e il fratello Ottobuono de' Terzi commissari ducali di Parma e di Reggio. Agli inizi dell'estate del 1404 Giacomo era nel Bergamasco, schierato con le forze ghibelline contro i guelfi. Nel giugno, alla testa di cinquecento militi, si scontrò per quattro giorni con i guelfi di Predore e di Adrara San Martino.
Nel marzo 1405, Giacomo Terzi e il fratello Ottobuono, alleati con Guido Torelli, dovevano difendere il possesso di Parma dalle trame dei Rossi.
Soffocata la rivolta suscitata dai Rossi, Giacomo, alla testa di 300 cavalieri e di oltre 2700 militi e fanti cittadini, si attestò sotto le mura del castello di Porporano che distrusse dopo una giornata di bombardamenti. A Mamiano, schierandovi quattromila armati, mise successivamente in fuga i Rossi che per rappresaglia nella loro ritirata depredarono il territorio del bestiame e d'ogni risorsa. Nei giorni seguenti si impossessò anche del castello di Pariano, appartenente ai Bravi, e di quelli di Lesignano, di Tiorre, di Mattaleto e di Alberi, appartenenti ai Rossi.
Nel gennaio del 1406 Giacomo represse, a Pariano, una rivolta istigata contro di lui da Giacomo de' Rossi, vescovo di Verona, e fece impiccare tre dei congiurati presso il castello di Felino.
Durante la primavera del 1408, trovandosi nel Cremonese, fu informato che Cabrino Fondulo, signore di Cremona, si era alleato contro di lui con Niccolò III d'Este. Il Terzi reagì allora devastando e depredando le terre del Fondulo. Fu assalito in seguito dal Grasso, mercenario al soldo del cremonese, che al comando di una schiera di 500 cavalieri, gli inflisse Giacomo gravi perdite. Nel corso degli scontri Giacomo venne ferito e riuscì a salvarsi solo con la fuga.
Nel dicembre, dopo averli sottoposti ad assedio, riuscì a impadronirsi dei castelli rossiani di Corniglio e di Pietramogolana. Nell'aprile del 1409 si impossessò anche del castello di Bosco di Corniglio.
Tornò al fianco del fratello Ottobuono allorché scese in campo la lega organizzata dagli Estensi contro i Terzi, signori di Parma e Reggio. E sempre accanto a Ottobuono era il 27 maggio del 1409, il lunedì di Pasqua, quando questi fu ucciso a tradimento da Muzio Attendolo Sforza. Sfuggito alla cattura, Giacomo si rifugiò a Parma attivandone le difese portando in salvo Niccolò Carlo, figlio di Ottobuono, convocò le rappresentanze cittadine nel palazzo vescovile. Qui Giacomo Terzi fece dichiarare Niccolò Carlo, nato nel dicembre 1406, signore di Parma e di Reggio, poi lo fece rifugiare per sicurezza nel castello di Guardasone, assieme alla madre Francesca da Fogliano, e si proclamò suo tutore. La signoria del piccolo Niccolò Carlo Terzi non durò che venti giorni.
Nel mese di giugno Giacomo fece espellere tutti i partigiani dei Rossi e, temendo di perdere la bastia di Tiorre, inviò un manipolo di guastatori allo scopo di raderla al suolo; tuttavia, il giorno seguente i Rossi approfittarono delle parziali distruzioni per riprenderne possesso e fortificarla. Sempre in quel mese, furono suoi ospiti a Parma i nobili veneziani Francesco Contarini e Francesco Foscari, il futuro Doge.
Nel luglio inviò a Guardasone Giovanni Malvicino con 300 cavalieri, ma Niccolò d'Este lo intercettò a Traversetolo e dopo un aspro scontro lo sconfisse. Nello stesso giorno Giacomo mandò a Pariano 100 lancieri per aggredire la retroguardia nemica, accampatasi a Panocchia. Inviò inoltre a Montecchio 600 lancieri sotto il comando di Carlo da Fogliano e Giovanni Terzi, che condusse con sé anche il nipote Niccolò Carlo, di appena due anni e mezzo; non appena saputo della disfatta del Malvicino, le truppe rientrarono frettolosamente a Parma.
Il castello di Guardasone fu assediato dagli abitanti di Cazzola, Sivizzano e Rivalta, ma il castellano Pietro del Borgo reagì con una sortita sbaragliando le forze rossiane.
Giacomo fu poi costretto a rifugiarsi nel castello di Porta Nuova di Parma, ma, temendo di non essere in grado di difendersi, scappò nel maniero di Guardasone. Tuttavia, nel settembre Uguccione dei Contrari attaccò a colpi di bombarde il castello, costringendo infine alla resa gli occupanti, che aveva inutilmente richiesto l'aiuto della Repubblica di Venezia alla quale aveva offerto Guardasone, Casalmaggiore, Brescello e Colorno.
Di mano in mano caddero quasi tutti i manieri appartenenti ai Terzi, tra cui la rocca di Borgo San Donnino, espugnata da Orlando Pallavicino, i castelli di Tizzano e Ballone, conquistati dai Fieschi, e la rocca di Belvedere, consegnatasi al marchese di Ferrara.
Nell'ottobre, saputo della cattura del fratello Giovanni, fatta da Alberto Scotti a Castell'Arquato, Giacomo abbandonò il castello di Castelguelfo, ove era riuscito a rifugiarsi, per recarsi a Borgo San Donnino; qui riuscì a rientrare in possesso della rocca, quindi proseguì per il suo maniero di Fiorenzuola, ma fu intercettato dalle truppe nemiche e catturato. Alberto Scotti condusse Giacomo sotto le mura della città allo scopo di costringere il castellano alla resa, ma quest'ultimo si oppose; il popolo, furente, reagì ferocemente uccidendo Giacomo.